# Alte Mensa Dresden

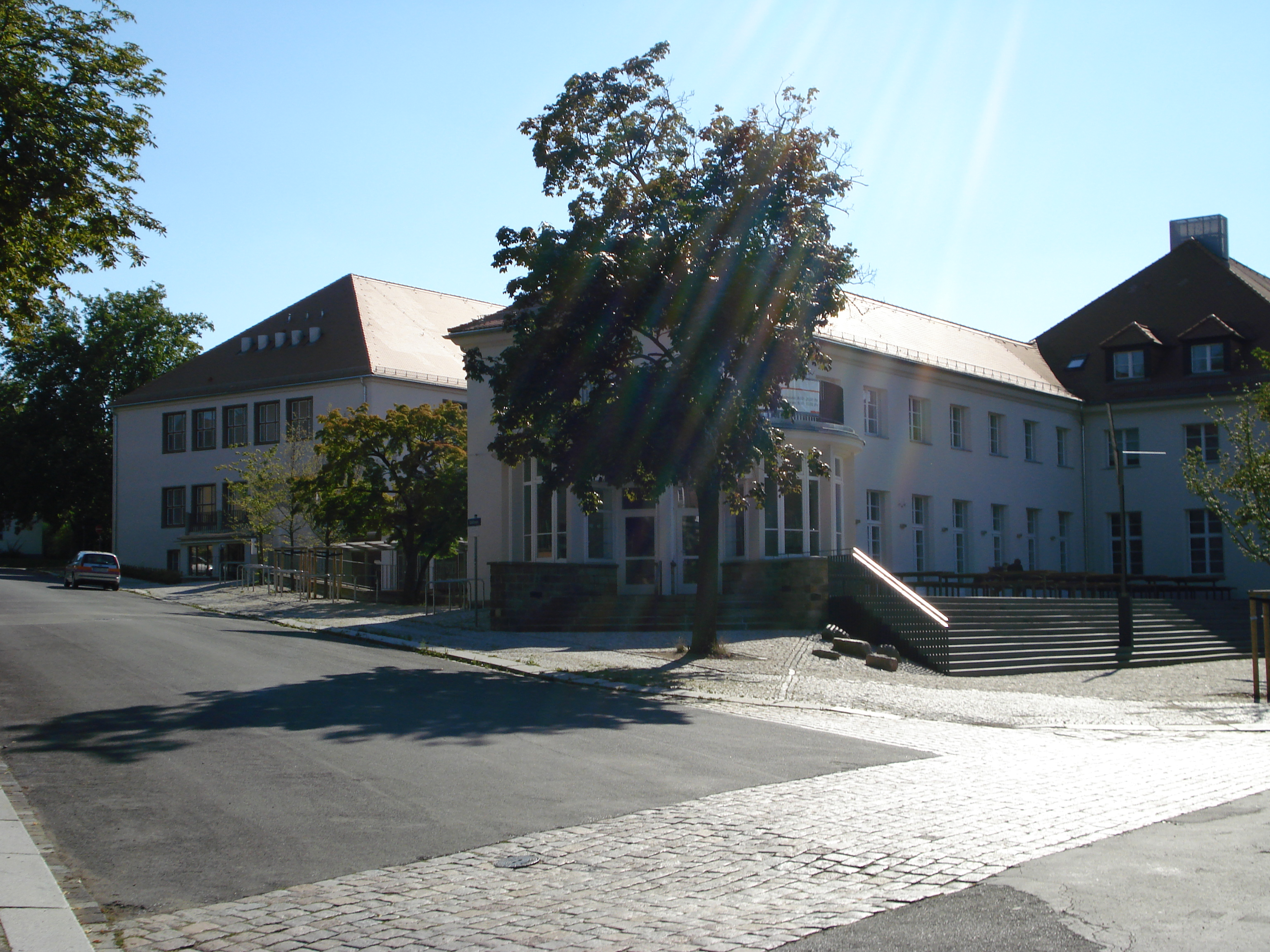
Ansicht Mommsenstraße Ecke Dülferstraße

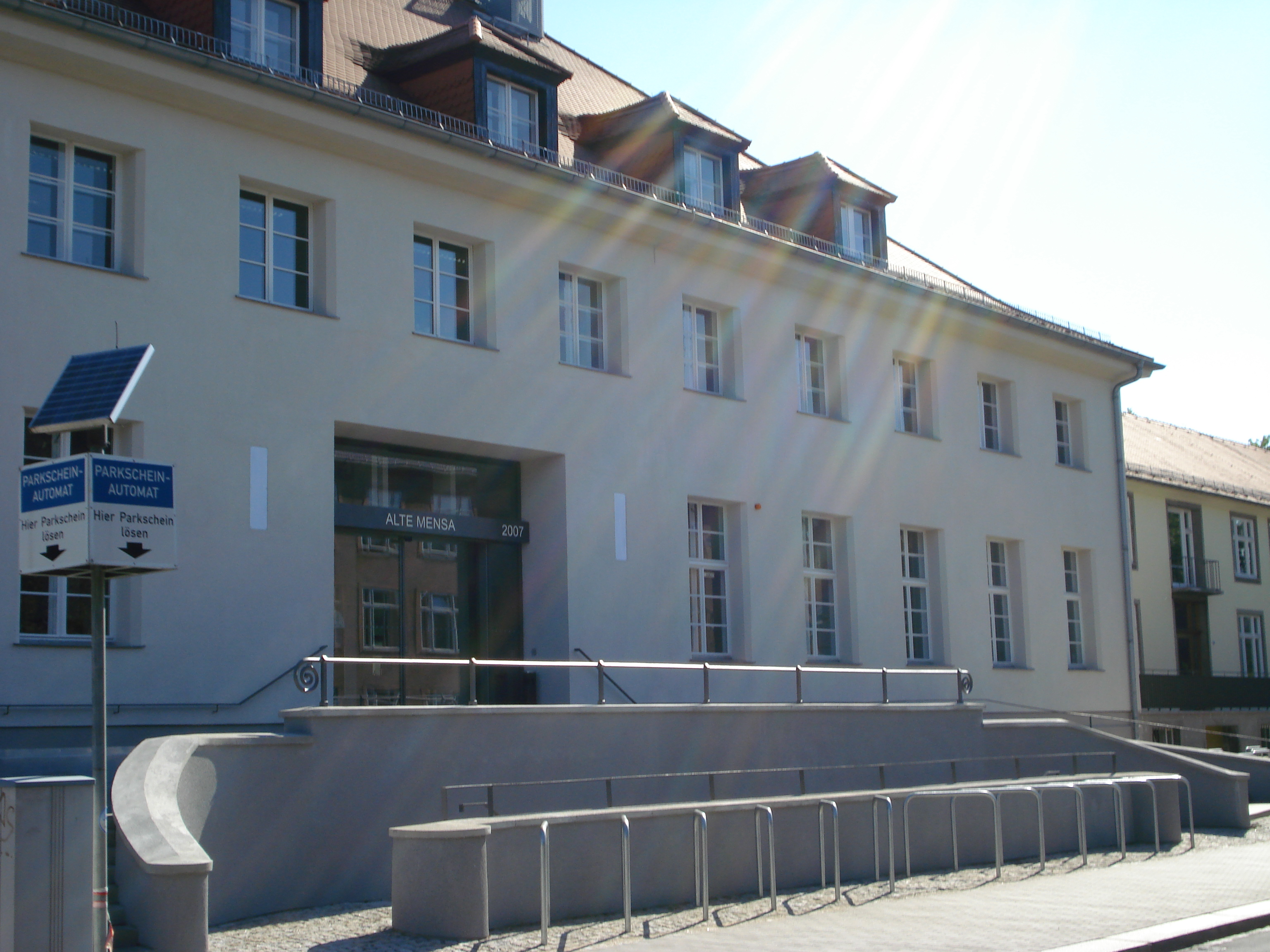
Haupteingang

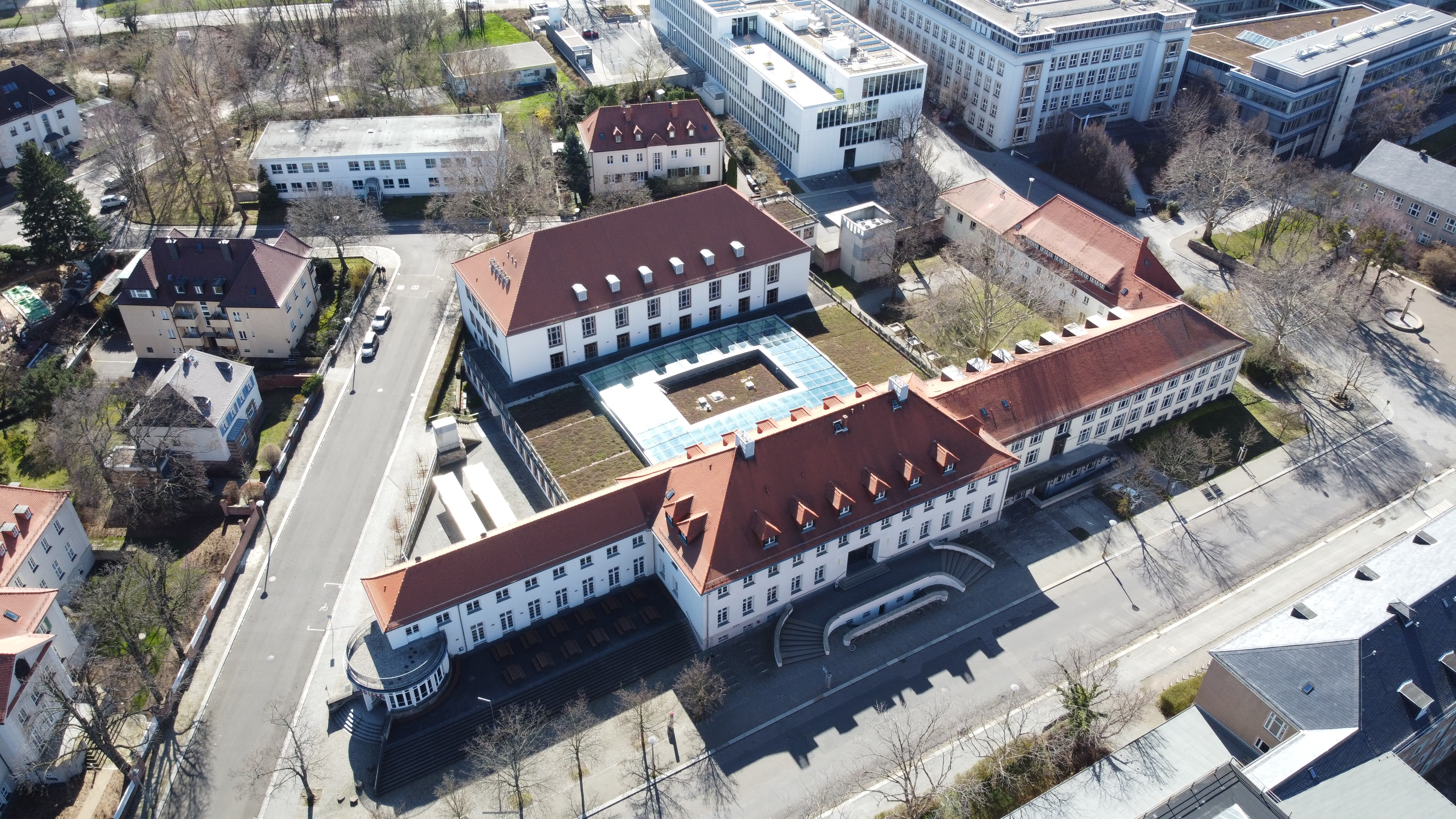
Luftaufnahme

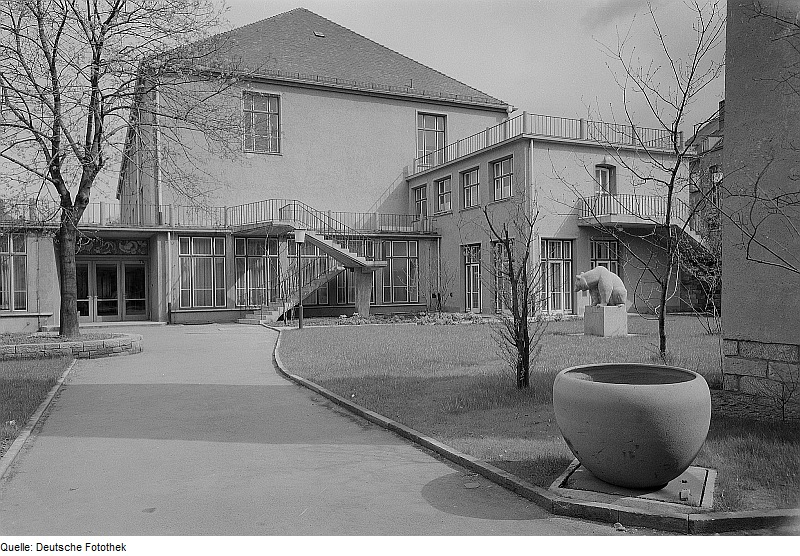
Innenhof

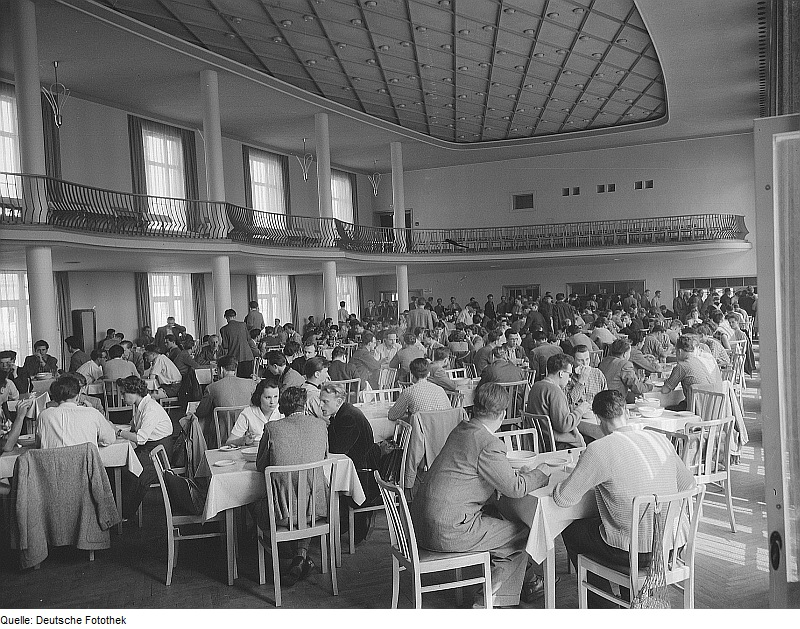
Speisesaal

Die Alte Mensa Dresden (auch Alte Mensa oder Alte Mensa Mommsenstraße) ist eine Mensa in Dresden. Sie befindet sich auf dem Hauptcampus der Technischen Universität Dresden im Dresdner Stadtteil Räcknitz. Der nördliche Haupteingang führt zur Mommsenstraße und die Seiteneingänge im Westen zur Helmholtzstraße und im Osten zur Dülferstraße. Das 1925 eröffnete Haus wird durch das Studentenwerk Dresden betrieben und ist nach eigenen Angaben die älteste Mensa in Deutschland. Unmittelbar anschließend befindet sich das ehemalige Rektoratsgebäude an der Mommsenstraße 15 als ein Beispiel für den sozialistischen Klassizismus.

## Aufbau und Beschreibung derAlten Mensa
Das Haus wurde am 15. November 1925 als erste Mensa in Deutschland eröffnet und bot bis zu 900 Gästen Platz. Es folgten bis 1959 verschiedene Erweiterungen (u. a. im Rahmen des Baus des unmittelbar anschließenden Rektoratsgebäudes) bis zur jetzigen Größe. Im oberen Stockwerk des 1957 errichteten südlichen Gebäudeteils befindet sich der Festsaal Dülferstraße – einer der Festsäle der TU Dresden. Ursprünglich wurde er auch als Speisesaal genutzt. Heute wird er im Wesentlichen für Fest- und Sonderveranstaltungen, Sitzungen des Senats und der Senatskommission (wenn die Kapazität des Rektorats in der Mommsenstraße 11 nicht ausreicht) sowie in Einzelfällen auch für den Lehr- und Prüfungsbetrieb genutzt.
Von Februar 2004 bis Anfang 2007 wurde der Bau grundlegend saniert und am 15. Januar 2007 wiedereröffnet. Im Zuge des Umbaus wurde das Atrium in der Mitte des Gebäudes zur Essensausgabe umgebaut und mit 470 m² Sonnenschutzglas überdacht. Die „aufwendige denkmalpflegerische Sanierung und teilweise Neugestaltung der repräsentativen Gesamtanlage“ wurde 2007 mit dem 2. Preis des Bau-Preises Plauen 2007 (nach einem Neubau) ausgezeichnet. Das neue Dach, dessen Dach- und Tragelemente aus Glas bestehen, erhielt 2009 den 2. Innovationspreis Architektur und Glas.
Der Mensa ist die Cafeteria Zebradiele mit 100 Sitzplätzen angegliedert. Darüber hinaus nutzt der Catering-Service des Studentenwerks die Küchenräume im Untergeschoss.
Die Essensausgabe erfolgt an einer quadratischen Ausgabetheke in der Mitte des Erdgeschosses (so genanntes Brat², gesprochen Bratquadrat). Zubereitet werden die Gerichte in mehreren Großküchen im Untergeschoss, mit Aufzügen werden sie anschließend zur darüber liegenden Ausgabetheke gefahren. Um den Ausgabebereich herum schließen sich vier große Speisesäle mit insgesamt 1000 Sitzplätzen an. Im Nordosten, Osten und Süden finden diese ihre Fortsetzung in drei Außenterrassen mit weiteren 250 Sitzplätzen.
Für 3500 Gäste pro Tag konzipiert, besuchten im Jahr 2007 an Spitzentagen bis zu 6000 Gäste täglich die renovierte Mensa, im Wintersemester 2009 wurden an einigen Tagen Werte von fast 7000 Mittagessen erreicht.

## Beschreibung desRektoratsgebäudes
Der Gebäudekomplex des Rektoratsgebäudes wurde von 1950 bis etwa 1956 in insgesamt 3 Ausbaustufen vorrangig nach Plänen von Karl Wilhelm Ochs. Das eigentliche Rektoratsgebäude, was 1952 fertiggestellt wurde, ist zweigeschossig mit einer Nutzfläche von 8350 Quadratmetern geplant und in Ziegelbauweise mit Putzfassade, gegliedert mit Kunststeinen, direkt anschließend an die Alte Mensa errichtet. Weitere Maßnahmen bezogen das an der Helmholtzstraße gelegene ehemalige Kameradschaftshaus in den Komplex mit ein. Eingebunden wurde das bereits 1925 entstandene Studentenhaus an der Mommsenstraße und das ehemalige nationalsozialistische Kameradschaftshaus (1935–36, Architekt: Wilhelm Jost) an der Helmholtzstraße.
Ein Atrium und zwei Gartenhöfe gliedern den gesamten Innenbereich zwischen der Mommsen-, Helmholtz-, Hallwachs- und der Dülferstraße. Der Landschaftsarchitekt Werner Bauch gestaltete die Freiflächen.

## Heutige Nutzung
Nach mehreren Umbauphasen wird der Komplex heute als Mensabetrieb des Dresdner Studentenwerkes geführt, hat Teile der Verwaltung der Universität sowie der Fakultät für Elektrotechnik und Informationstechnik (Mommsenstr. 15). Das Rektorat ist mittlerweile in der Mommsenstr. 11 untergebracht worden.